# Granastyochus elegantissimus
Granastyochus elegantissimus är en skalbaggsart som först beskrevs av Friedrich F. Tippmann 1953.  Granastyochus elegantissimus ingår i släktet Granastyochus och familjen långhorningar. Inga underarter finns listade i Catalogue of Life.